# NGC 2139
NGC 2139 é uma galáxia espiral barrada (SBc) localizada na direcção da constelação de Lepus. Possui uma declinação de -23° 40' 22" e uma ascensão recta de 6 horas, 01 minutos e 08,0 segundos.
A galáxia NGC 2139 foi descoberta em 17 de Novembro de 1784 por William Herschel.